# Cratere Hano
Hano è un cratere sulla superficie di Titano.